# Artabotrys macrophyllus
Artabotrys macrophyllus Hook.f. – gatunek rośliny z rodziny flaszowcowatych (Annonaceae Juss.). Występuje naturalnie na Wybrzeżu Kości Słoniowej oraz w Kamerunie. 

## Morfologia
PokrójZimozielony krzew.
LiścieMają kształt od owalnego do eliptycznego. Mierzą 15–25 cm długości oraz 10–15 cm szerokości. Nasada liścia jest zaokrąglona. Wierzchołek jest spiczasty.
KwiatyZebrane w gęste kwiatostany. Rozwijają się w kątach pędów. Płatki mają eliptyczny kształt i osiągają do 15 mm długości.